# Armand Minard
Pour les articles homonymes, voir Minard.
Armand Minard, né à Paris le 30 décembre 1906 et mort le 17 avril 1998, est un indianiste français, professeur de langue et littérature indiennes à la Sorbonne.

## Biographie
Entré à l’École normale supérieure en 1927, il est agrégé de grammaire en 1930 et docteur ès lettres en 1937. En 1933, il est chargé de cours à la Faculté des lettres de Lyon, où il devient maître de conférences, puis professeur, occupant la chaire de sanskrit et de grammaire comparée jusqu'en 1957, succédant à son maître Louis Renou. Il rejoint alors la Sorbonne, où il occupe jusqu'à sa retraite, en 1977, la chaire de langue et littérature sanskrites. Parallèlement, il enseigne la grammaire comparée à la IVe section de l'École pratique des hautes études, jusqu'en 1976.
Armand Minard était spécialiste de la prose védique. Il était avant tout un enseignant, savant et rigoureux, qui a initié à la langue sanskrite des générations d'étudiants en grammaire, leur donnant à la fois les connaissances et les repères nécessaires sur l'ensemble des langues indo-européennes. Minard était un humaniste laïque et rationaliste ; il était l'un des derniers élèves directs d'Antoine Meillet, comme l'étaient aussi les grands grammairiens de sa génération comme Pierre Chantraine et Michel Lejeune. Dans ses cours, il se référait sans cesse à ses maîtres et à ses collègues proches, comme Louis Renou et Émile Benveniste, mais aussi aux grands grammairiens allemands du XIXe et du XXe siècle.

## Publications
- La subordination dans la prose védique, thèse d’État, 1936 ;
- Deux relatifs homériques, thèse complémentaire, 1937 ;
- Trois Énigmes sur les Cent Chemins, Recherches sur le śatapatha brāhmaṇa, tome I, Annales de l'Université de Lyon, 3e série, Lettres, fascicule 17, 1949 ; tome II, Publication de l'Institut de civilisation indienne, série in-8°, fascicule 3, 1956, réimprimé en 1987.

## Sources, références
1. ↑  École pratique des hautes études (Sciences historiques et philologiques), Livret-annuaire 13, 1996-1997.